# Брагі
Брагі (давньосканд. Bragi; [ˈbrɑːɡi]) — син Одіна, бог поезії та красномовства у скандинавських міфах; чоловік Ідунн, берегині молодильних яблук.

## Етимологія
Теонім Браги, ймовірно, походить від іменника чоловічого роду bragr, який можна перекласти з давньоскандинавської мови як «поезія» (ісл. bragur «вірш, мелодія, мудрий») або як «перший, найшляхетніший» (поетичне давньоскандинавське bragnar «вожді, чоловіки», bragningr «король»). Неясно, чи теонім семантично походить від першого значення, чи від другого.
Припускають також зв'язок із давньоскандинавським bragarfull — чашею, яку випивали в урочистих випадках під час складання обітниць. Зазвичай вважають, що це слово семантично походить від другого значення bragr («перший, найшляхетніший»). Зв'язок із давньоанглійським терміном brego («лорд, князь») залишається невизначеним.

## Опис
За легендою бог Одін, випивши за допомогою хитрості весь мед поезії, який охороняла донька Гуттунга велетунка Гуннлед, наповнив принесеним ним напоєм велику золоту посудину і віддав її своєму синові, богу поетів Брагі.
Карлики-цверги подарували божій дитині чарівну арфу і відправили до плавання на одному зі своїх дивовижних кораблів. У дорозі Брагі співав зворушливу «Пісню життя», яке була почута на небесах і боги запросили його у свою господа Асгард.
Брагі зазвичай зображували бородатим старим з арфою, а його ім’ям скріплювали урочисті присяги, вимовні над так званою Чашею Брагі. На думку деяких учених, тут можливий зв’язок бога-скальда з історичним Брагі Боддасоном (IX століття).

## У популярній культурі
У грі Age of Mythology 2002 року від Ensemble Studios Брагі є одним з дев'яти другорядних богів, яким можуть поклонятися норвезькі гравці.